# Georgi Kostadinov
Cet article concerne le boxeur. Pour le footballeur, voir Georgi Kostadinov (football). Pour les autres homonymes, voir Kostadinov.
Georgi Kostadinov est un boxeur bulgare né le 3 mars 1950 à Bourgas.

## Carrière
Il devient champion olympique aux Jeux de Munich en 1972 dans la catégorie poids mouches, après sa victoire en finale contre l'Ougandais Leo Rwabwogo.

## Parcours aux Jeux olympiques
Jeux olympiques d'été de 1972 à Munich (poids mouches) :
- bat Jan Balouch (Pakistan) par arrêt de l'arbitre au 2e round,
- bat Chris Ius (Canada) 5-0,
- bat Calixto Perez (Colombie) 3-2,
- bat Leszek Błażyński (Pologne) 5-0,
- bat Leo Rwabwogo (Ouganda) 5-0.